# HMS Royal Sovereign (1701)
HMS Royal Sovereign (1701) — 100-пушечный линейный корабль первого ранга Королевского флота, второй корабль названный в честь британского монарха.

## Постройка
Построен на королевской верфи в Вулвиче, спущен на воду в июле 1701. При постройке использовали некоторую часть древесины, спасенной при разборке предыдущего Royal Sovereign, уничтоженного пожаром в 1697.
Размерения Royal Sovereign, в целом хорошо себя зарекомендовавшего, легли в основу 100-пушечных кораблей Уложения 1719 года. На практике, только сам Royal Sovereign следовал им, будучи единственным кораблем 1 ранга построенным заново, либо перестроенным по уложению в его первоначальном виде. 

## Служба
Был флагманом адмирала Джорджа Рука в Войне за испанское наследство.
Прошел перестройку в Чатеме, снова согласно уложению 1719 г; заказ был выдан 18 февраля 1724. Повторно спущен на воду 28 сентября 1728.
Перестроенный Royal Sovereign служил до 1768 года, после чего был отправлен на слом.

## Командиры
- 1745-1746 — Томас Смит.